# Radiomodem

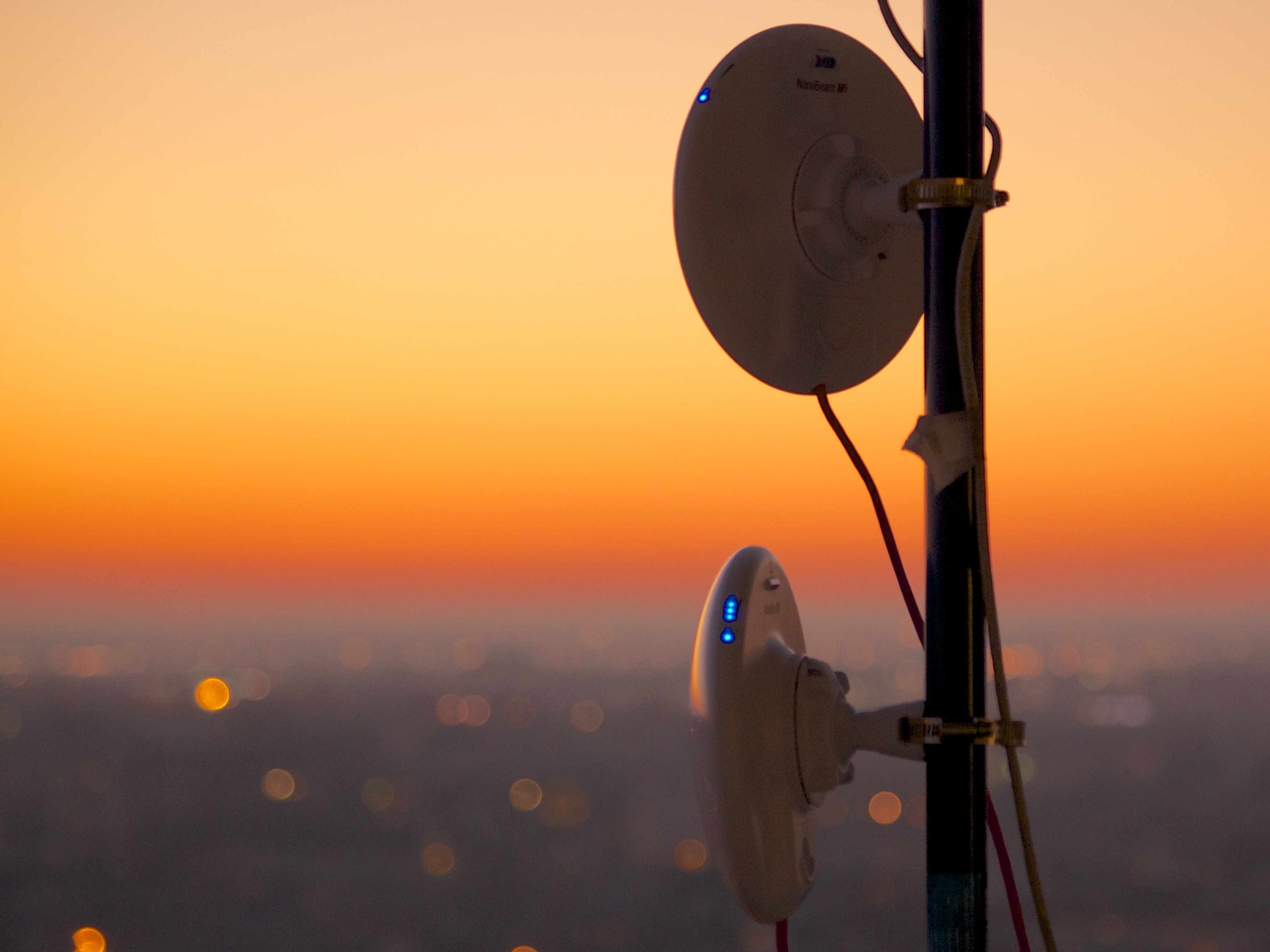
Antenner för radiomodem uppsatta på en mast.

Radiomodem är trådlösa modem som används i privata radionät där radiovågor används som kommunikationsbärare. Modemen är trådlösa och använder radioteknik istället för kabel vilket är fallet med många andra typer av modem som telefonmodem, kabelmodem och ADSL-modem. 
Radiomodem kan antingen kommunicera på fria frekvensband som delas med andra användare, eller kommunicera på frekvensområden som kräver tillstånd. Vanligtvis tilldelas frekvensband på VHF eller UHF bandet där flera frekvensområden finns reserverade för olika användningsområden. Vid användande av en egen frekvens minskas risken för störningar från andra användare. Kostnaden för en egen frekvens är ofta låg, varför det är att föredra, frekvenstillstånd söks hos Post- och telestyrelsen. Tillgången på fria frekvenser i Sverige är ganska god men man får acceptera att andra användares användning stundtals kan blockera kanalen. 
Ett radiomodemsnät är oberoende av teleoperatörer eller ISP varför användaren själv kan bestämma täckningsområde, tillgänglighet samt övriga faktorer som kan vara prioriterade för den aktuella applikationen. 
Viktiga faktorer som påverkar hur lång räckvidd som kan nås är antennhöjd och typ av antenn, radiomodemets mottagarkänslighet, uteffekt, kvalitet på antennkabel och kontakter samt val av frekvensband. Radiomodemsnät används vanligen i många år i applikationer som kräver hög tillgänglighet därför är det viktigt att antennsystemet installeras på rätt sätt och att alla antennkontakter och övergångar skyddas mot inträngande fukt.
Radiomodem används med fördel i tidkritiska applikationer för realtidsöverföring av data där latenstiderna måste vara mycket korta. 
Vanliga applikationsområden för radiomodem är maskinstyrning, positioneringsapplikationer, lantmäteri, automatisk mätaravläsning, kollektivtrafik, signalljusprioritering, pumpstationsövervakning i vatten- och avloppsverk, telemetri och övervakning av infrastrukturella nät för vattenförsörjning, elnät eller fjärrvärmenät. 